# Isola di Feklistov
L'isola di Feklistov (in russo Остров Феклистова, ostrova Felikstova) è un'isola della Russia nel mare di Okhotsk che fa parte dell'arcipelago delle isole Šantar. Amministrativamente appartiene al kraj di Chabarovsk del Circondario federale dell'Estremo Oriente.

## Geografia
L'isola con la sua superficie di 372 km² è la seconda isola dell'arcipelago in ordine di grandezza, dopo Bol'šoj Šantar; è lunga circa 40 km, il suo punto più alto è il monte Povorotnaja (г. Поворотная) con 485 m s.l.m. Si trova circa 20 km ad ovest di Bol'šoj Šantar, al di là dello stretto Severnyj (Северный проливом).
Nella parte settentrionale, separato dal mare da una sottile striscia di terra, c'è il lago Lis'e (озеро Лисье), in cui si getta il fiume omonimo. Sulla costa meridionale dell'isola c'è la grande baia Lebjaž'ja (губа Лебяжья) che si suddivide in tre baie minori: baia di Ėnegel'm, di Sobolev e di Rosset (Энегельма, Соболева, Россета). Nella baia di Ėnegel'm si trova la piccola isola Šilova (остров Шилова, 54°54′38.75″N 136°47′00.82″E) e a sud di quella di Rosset c'è l'isola di Suchotin.
La maggior parte dell'isola è ricoperta dalla taiga.
Sull'isola sono stati scoperti giacimenti di metalli del gruppo del platino e l'isola fa parte di una delle maggiori fasce metallogeniche dell'Asia nord-orientale (la Kondyor-Feklistov metallogenic belt)